# Хаотична теорія інфляції
Хаотична теорія інфляції — сценарій розвитку Всесвіту для інфляційної теорії розвитку світу. Теорія пропонує простий спосіб описання інфляції Всесвіту за допомогою осцилюйочого скалярного поля.
За деякими припущеннями, з'являється можливість існування у Всесвіті областей з різними наборами елементарних частинок і законів їх взаємодії.  

## Опис теорії
Сценарій хаотичної інфляції вперше був описаний в роботі А. Лінде 1983 року. До цього, в інфляційній теорії використовувались сценарії різної складності, але хаотична теорія інфляції виявилась дуже простою, в порівнянні з попередніми. Вона не потребувала ні термодинамічної рівноваги, надохолодження, ні розширення у хибному вакуумі.
Для пояснення хаотичної теорії інфляції розглядають скалярне поле з квадратичною густиною потенціальної енергії:
{\displaystyle V(\phi )={m^{2} \over 2}\phi ^{2}}
Функція енергії має мінімум при {\displaystyle \phi =0}, в околі якого, можна очікувати осциляції скалярного поля. Але дане твердження правдиве лише за умови нерозширюваного Всесвіту. Для Всесвіту, який швидко розширюється, скалярне поле повільно зменшується, причому чим швидше розширюється Всесвіт, тим повільніше зменшується потенціальна енергія поля.
Для опису еволюції даного поля використовуються два рівняння — рівняння поля і рівняння Ейнштейна:
{\displaystyle {\ddot {\phi }}+3H{\dot {\phi }}=-m^{2}\phi }
{\displaystyle H^{2}+{\frac {k}{a^{2}}}={\frac {8\pi }{3M_{p}^{2}}}\left({{\frac {1}{2}}{\dot {\phi }}+V\left(\phi \right)}\right)}
де {\displaystyle H={\dot {a}}/a} — стала Габбла для Всесвіту з масштабним фактором {\displaystyle a(t)} (розмір Всесвіту), {\displaystyle k=-1,0,1} відповідно для відкритої, плоскої і закритої моделей, {\displaystyle M_{p}} — планківська маса, {\displaystyle M_{p}^{-2}=G}, де {\displaystyle G} — гравітаційна стала. Перше рівняння нагадує рівняння руху гармонічного осцилятора, де замість x(t) використовується {\displaystyle \phi (t)}, а {\displaystyle 3H{\dot {\phi }}} описує в'язкість навколишнього середовища осцилятора.
В якості умов пропонується велике значення скалярного поля {\displaystyle \phi }, в результаті чого на початкових етапах (до {\displaystyle 10^{-35}} секунд) розмір Всесвіту {\displaystyle a(t)} росте експоненційно. Як тільки, через ріст Всесвіту, скалярне поле {\displaystyle \phi } стане достатньо малим, інфляція закінчується і поле починає осцилювати в околі {\displaystyle V(\phi )}. Далі теорія пропонує, що як і для будь-якого поля, що швидко осцилює, воно починає втрачати енергію за рахунок народження пар частинок. Ці частинки, в результаті взаємодії між собою, прийдуть до стану термодинамічної рівноваги, і починаючи з цього моменту, Всесвіт описується стандартною теорією гарячого всесвіту.
Головною відмінністю нової теорії є дуже велика швидкість росту Всесвіту — за {\displaystyle 10^{-35}} секунди від планківської довжини до величезних розмірів {\displaystyle 10^{10^{12}}} см. Хоча розмір залежить від моделі, яку використовують, але в усіх реалістичних варіантах, Всесвіт виходить набагато більший видимий Всесвіт.
Якщо розглянути Всесвіт з великою кількістю областей з скалярним полем {\displaystyle \phi }, розподіленим хаотично, то в деяких зонах поле буде занадто малим для початку інфляції, а в інших — достатньо великим. Саме з цих областей з початкового хаосу будуть виникати області всесвіту, при цьому розміри областей будуть значно перевищувати розмір видимого Всесвіту. Саме тому автор назвав дану теорію теорією хаотичної інфляції.
Важливим є варіант, коли скалярне поле має складніший вигляд, через що можливе існування декількох мінімумів. Тоді, якщо з цих мінімумів виникнуть області стабільності з початкового хаосу, маси елементарних частинок і закони взаємодії в них також будуть різними.